# Betriebswirtschaft mit Rechnungswesen/Controlling
Betriebswirtschaft mit Rechnungswesen/Controlling (BRC) ist ein Schulfach der Berufsbildenden Schulen in Niedersachsen. Es ist eines der Profilfächer am Beruflichen Gymnasium Wirtschaft und gilt als absolutes Hauptfach, das für die Abiturprüfung auf dem Beruflichen Gymnasium Wirtschaft verpflichtend ist. Es wird in der gymnasialen Oberstufe von der Jahrgangsstufe 11 bis 13 vierstündig unterrichtet; in der Qualifikationsphase (12/13) als Fach mit erhöhten Anforderungen. Allgemein ist eine mindestens ausreichende Leistung im Fach BRC in der Einführungsphase eine Voraussetzung für das Erreichen der Qualifikationsphase.
Des Weiteren werden die Inhalte des Faches auch im zweistündigen Profilfach Praxis der Unternehmung, das in der Qualifikationsphase offiziell auf grundlegenden Anforderungsniveau unterrichtet wird, vermittelt.
BRC ist eine Kombination aus der allgemeinen Betriebswirtschaftslehre, dem Rechnungswesen sowie dem Controlling. Im Laufe der drei Unterrichtsjahre werden diese drei Teilbereiche immer wieder aufgegriffen und nach und nach miteinander kombiniert.

## Lerngebiete
BRC ist in insgesamt sieben Lerngebiete (LG) eingeteilt, welche beispielsweise nach folgendem System unterrichtet werden:
| LG | Thema                                                                    | Stundenvorgabe | Stufe |
| -- | ------------------------------------------------------------------------ | -------------- | ----- |
| 1  | Das Unternehmen als komplexes wirtschaftliches und soziales System       | 80             | 11    |
| 2  | Auftragsabwicklung mit Beschaffungs-, Produktions- und Vertriebslogistik | 80             | 11    |
| 3  | Erfassung, Verteilung, Zurechnung von Kosten                             | 40             | 12    |
| 4  | Ziele, Aufgaben und Prozesse der Investition und Finanzierung            | 40             | 12    |
| 5  | Ziele, Aufgaben und Prozesse der Marktkommunikation                      | 80             | 12    |
| 6  | Konzepte der Unternehmensführung und Organisationsentwicklung            | 80             | 13    |
| 7  | Controlling und Unternehmenssteuerung                                    | 30             | 13    |

## Rückblick
Bevor BRC an niedersächsischen Fachgymnasien eingeführt wurde (2001), waren Betriebswirtschaft und Rechnungswesen noch zwei eigene, einzeln und unabhängig voneinander bewertete Unterrichtsfächer. Dafür war Volkswirtschaft, das heute ein einzelnes Profilfach des Fachgymnasiums Wirtschaft ist, noch mit Betriebswirtschaft gekoppelt (Betriebs- und Volkswirtschaftslehre (BVL)).